# Gaston de Bray
 (novembre 2024).
Si vous disposez d'ouvrages ou d'articles de référence ou si vous connaissez des sites web de qualité traitant du thème abordé ici, merci de compléter l'article en donnant les références utiles à sa vérifiabilité et en les liant à la section « Notes et références ».
Henri Joseph Gaston de Bray, né au Havre le 27 mars 1888 et décédé à Fontainebleau le 15 août 1960, est un artiste peintre français dans le domaine du postimpressionniste, un sculpteur, un syndicaliste et un homme politique.

## Biographie

### Parcours scolaire
Ancien élève du lycée Corneille à Rouen où il a obtenu son baccalauréat en sciences – langues vivantes – philosophie en 1906, il est par la suite incorporé avec la classe 1908 au 2ème Régiment de Cuirassiers Brigadiers.

### Parcours politique
De 1914 à 1924, il s'exerçait en tant qu'adjoint puis maire d'Héronchelles en Normandie. Élu maire en 1919, il était à l'époque le plus jeune maire de France. Pendant ce temps, il servait sa fonction de délégué cantonal de 1920 à 1924. Il est également le président fondateur de la Ligue des Familles Nombreuses du canton de Buchy. Après 1924, il fut secrétaire de mairie et de la Chambre d'Industrie Climatique à Étretat et secrétaire trésorier de la Caisse locale du Crédit Maritime Mutuel d’Étretat de sa fondation jusqu'en 1929.
Il dirigera plus tard le cabinet du Maire de Compiègne, du 1er février au 14 juillet 1929 où il devint secrétaire général de la mairie de Montereau-Fault-Yonne. Il fut par la suite, 1930 à 1947 vice-Président puis président de la Société de Secours Mutuels et du Syndicat des cadres et employés communaux de Seine & Marne avant de devenir à compter de 1947, président d’honneur. En parallèle de ces activités, il pratiquait la fonction de  trésorier comptable de la S.H.B.M. « La Solidarité Ouvrière » de 1928 à 1945.
Durant la Seconde Guerre mondiale il eut à faire face à des situations pénibles et délicates. Il organisa, avec la Croix-Rouge, au cours de l'exode de 1940, des soupes et des centres d'hébergement pour les réfugiés. Plus tard, il préserva la population de Montereau des brigades de l'occupant nazi, refusant de fournir des listes de travailleurs, cachant des réfractaires. C'est seulement après les catastrophiques inondations de janvier 1955, qu'il quitta son poste de secrétaire de mairie pour prendre une retraite méritée.

#### Décorations
- Officier de l’Instruction Publique[3]
- Médaille d’Honneur départementale et communale[2] (grade Vermeil pour 30 années de service)

### Activités en tant qu'artiste

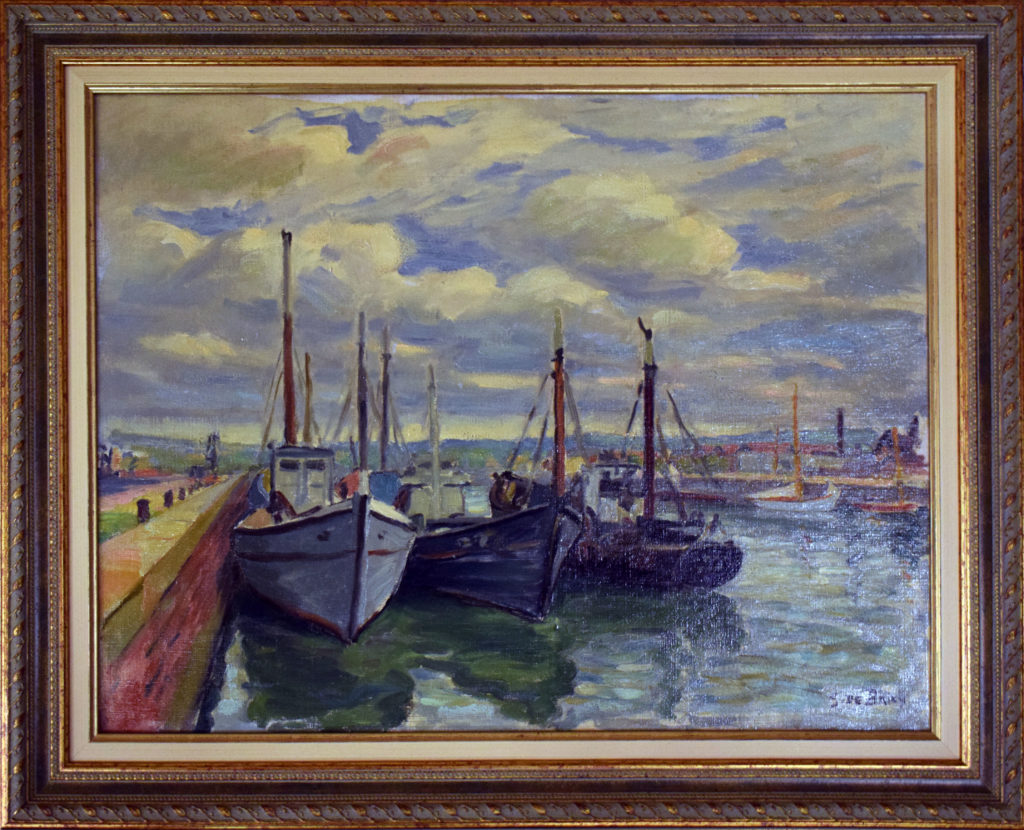
Grande Marine

Il présenta ses premières toiles aux expositions organisées par le musée de Rouen, il y signa plusieurs grandes compositions pour des églises de Normandie et pour la décoration de grands magasins de cette ville ; dans la cour de la cathédrale de la cité normande, un bas-relief de bronze est son œuvre. Il exposa également au Casino d'Étretat dont il décora plusieurs salles au temps de la grande époque de cette station balnéaire. Pour peindre, il partait en vadrouille sans but précis à la recherche du lieu où il s'installerait, il aimait être au "cœur de la nature".

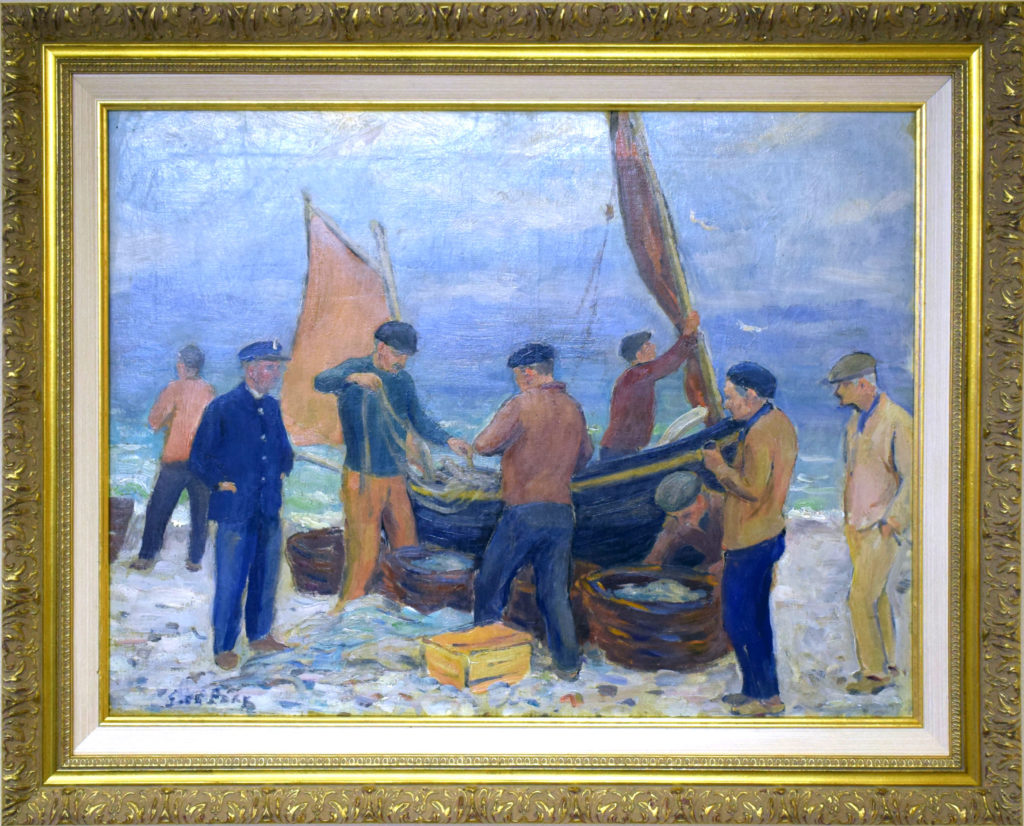
Pêcheurs

Il était membre de la Société normande de peinture moderne, un collectif d’éminents peintres, sculpteurs, poètes, musiciens et critiques associés au postimpressionnisme, au fauvisme, au cubisme et a l’orphisme rassemblant un groupe diversifié d’artistes d’avant-garde. Elle a été fondée en 1909. Il a notamment participé à leur Vème exposition à Rouen à l'été 1914,.

Après la Grande Guerre, il rendit hommage aux soldats par ses toiles, spécifiquement une offerte à l'église de Bois-Guilbert.

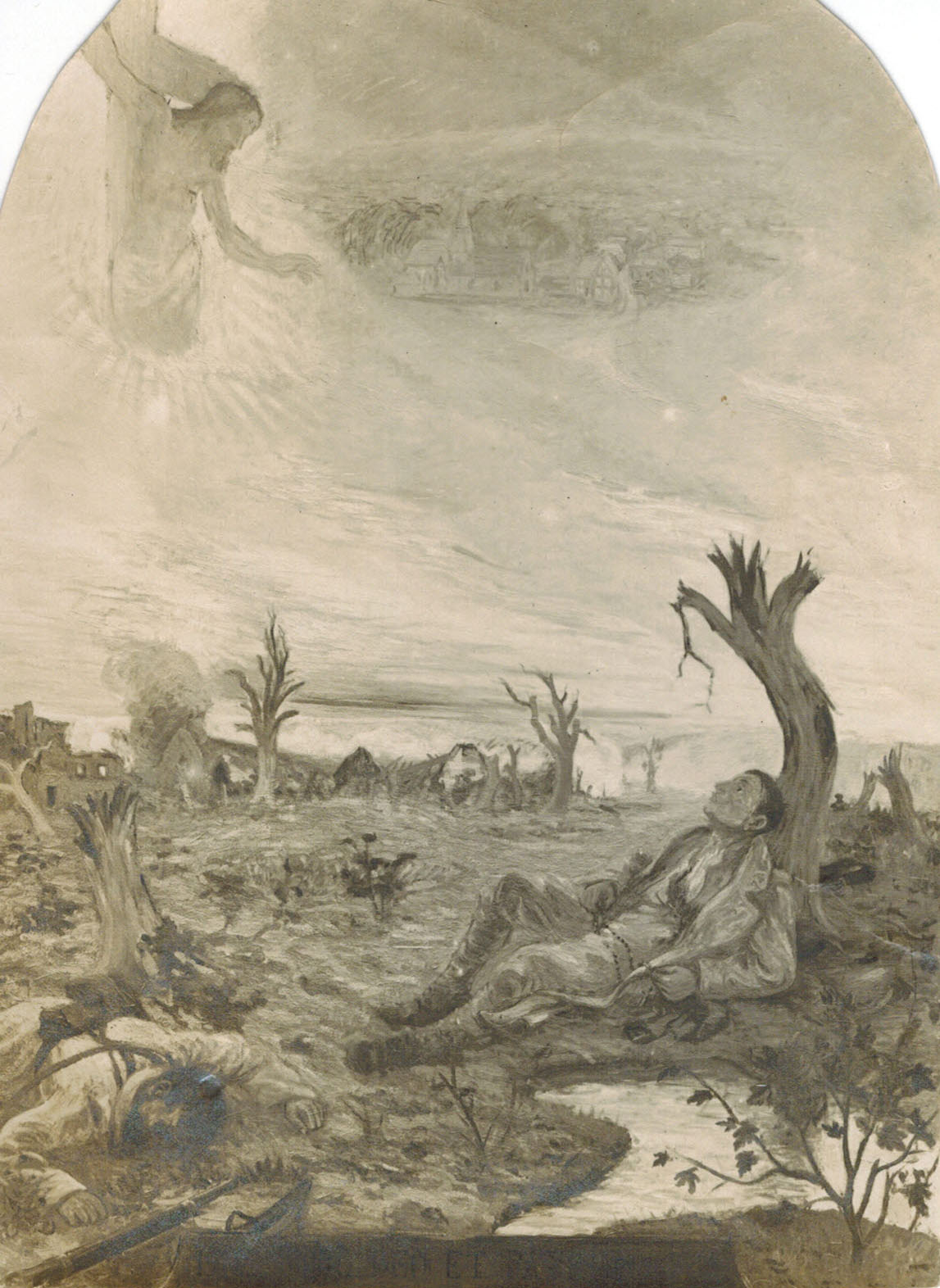

« Tous ces messieurs se trouvaient réunis dimanche matin dans le chœur de l'Eglise, aux côtés de M. Lhonoré, conseiller d'arrondissement, pour une cérémonie patriotique et religieuse qui a été très imposante. M. l'abbé Labruche, le jeune et très actif curé de Bois-Guilbert, avait décoré son église avec un soin et un goût parfaits. Tentures funèbres, drapeaux tricolores, armes de Jeanne d'Arc, fleurs et verdure se mariaient agréablement sous les voûtes de la gracieuse église qui porte au flanc comme un fanion son curieux clocher. Tous les regards se tournaient vers une peinture placée en face de la chaire et qui était délicieusement ornée de lierre et de chrysanthèmes. Cette toile, signée de M. Gaston de Bray, maire d'Héronchelles, l'artiste auquel sont dues déjà diverses œuvres d'une heureuse inspiration à la gloire des soldats morts, est un hommage délicat et pieux rendu par lui aux enfants d'Héronchelles et de Bois-Guilbert. Les deux communes sont sœurs. Elles ne font qu'une paroisse. L'artiste a réuni les noms de leurs soldats au bas de cette peinture et les a encadrés de la silhouette pittoresque de leurs deux clochers. Au-dessus de cette exquise vision du village natal, il a dans un contraste habile, brossé un désolant paysage de guerre des ruines, des arbres déchiquetés, des croix de bois. Puis, au cœur même du tableau, il a fait surgir de sa tombe le soldat-martyr recevant du Christ le baiser de paix et de réconciliation. »
Extrait d’article « Le Messager » – 11 décembre 1920 – Seine-Maritime, Normandie
Arrivé à Montereau, les expositions se succédèrent dès lors à un rythme régulier, dans les salons du Grand-Monarque (hôtel à Melun), à l'approche de Noël. II y eut 1930, puis 1932. En 1934 c'est à lui que l'on confia l'exécution de la fresque devant orner l'entrée du nouveau groupe scolaire scènes de la vie scolaire, où chaque visage avait un nom, où l'on reconnaissait Mme de Bray apprenant à lire à des fillettes parmi lesquelles il avait représenté sa propre fille. Cette fresque fut détruite lors de la conversion de cette école en centre sportif.
À plusieurs reprises, Gaston mit son talent au service de fêtes sportives. Un de ses dessins orna le programme du championnat de gymnastique de Montereau qui eut lieu le 6 juin 1937. Il composa également une page de garde humoristique pour le menu d'un banquet de l'A.S.A.M. en février 1939. Il brossa les décors d'une revue sur Montereau, jouée en juin 1938 par les sportifs de I'A.S.A.M.
Devenu Bellifontain, il s'est fortement inspiré de la ville de Fontainebleau, de son château et de sa forêt pour ses toiles et aquarelles. Il participa notamment au Salon de Fontainebleau en 1946 ainsi qu'au Salon des trois S (Seine, Seine-et-Oise et Seine-et-Marne)  en 1956.

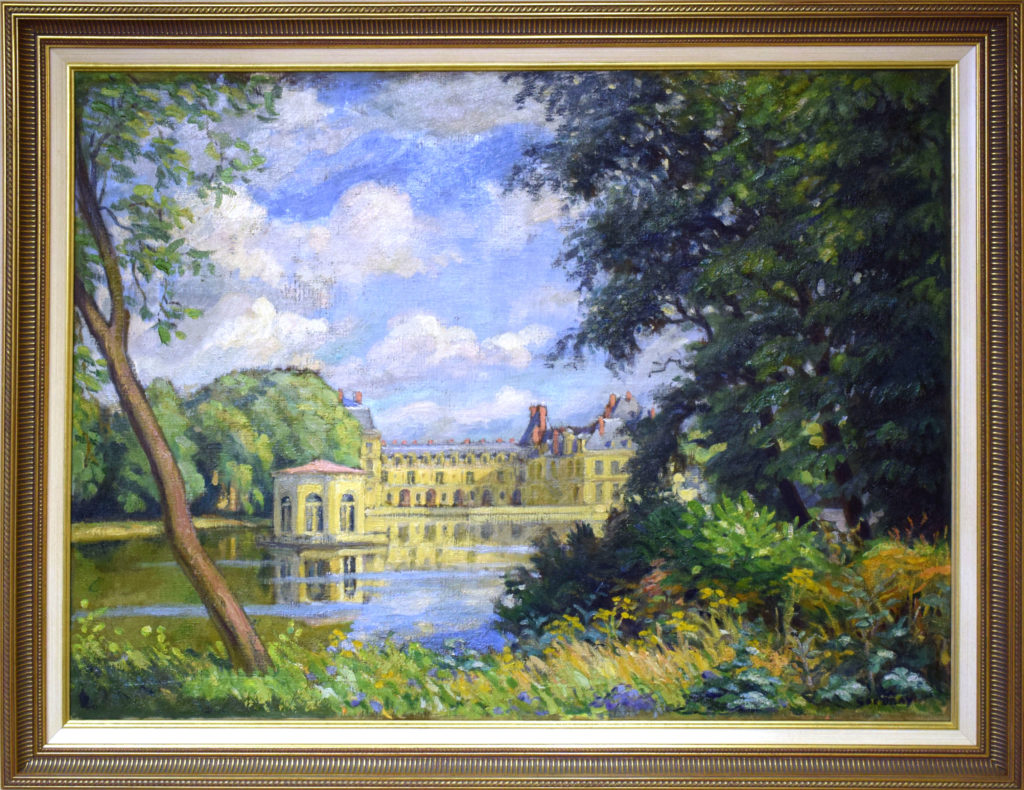
Peinture du château de Fontainebleau et de l'étang aux carpes

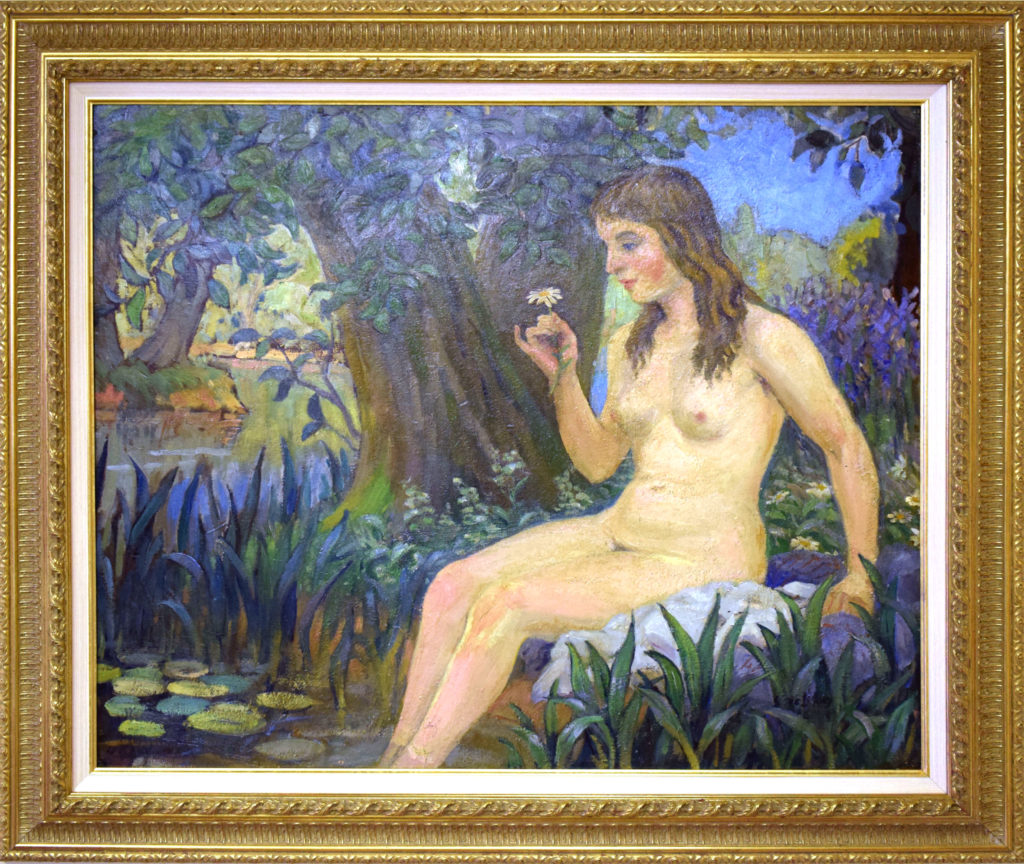
La Baigneuse

Ses œuvres vivent aujourd'hui dans des collections privées, certaines sont accessibles sur ce site : https://gastondebray.be/son-oeuvre/.